# Housseini Guindo

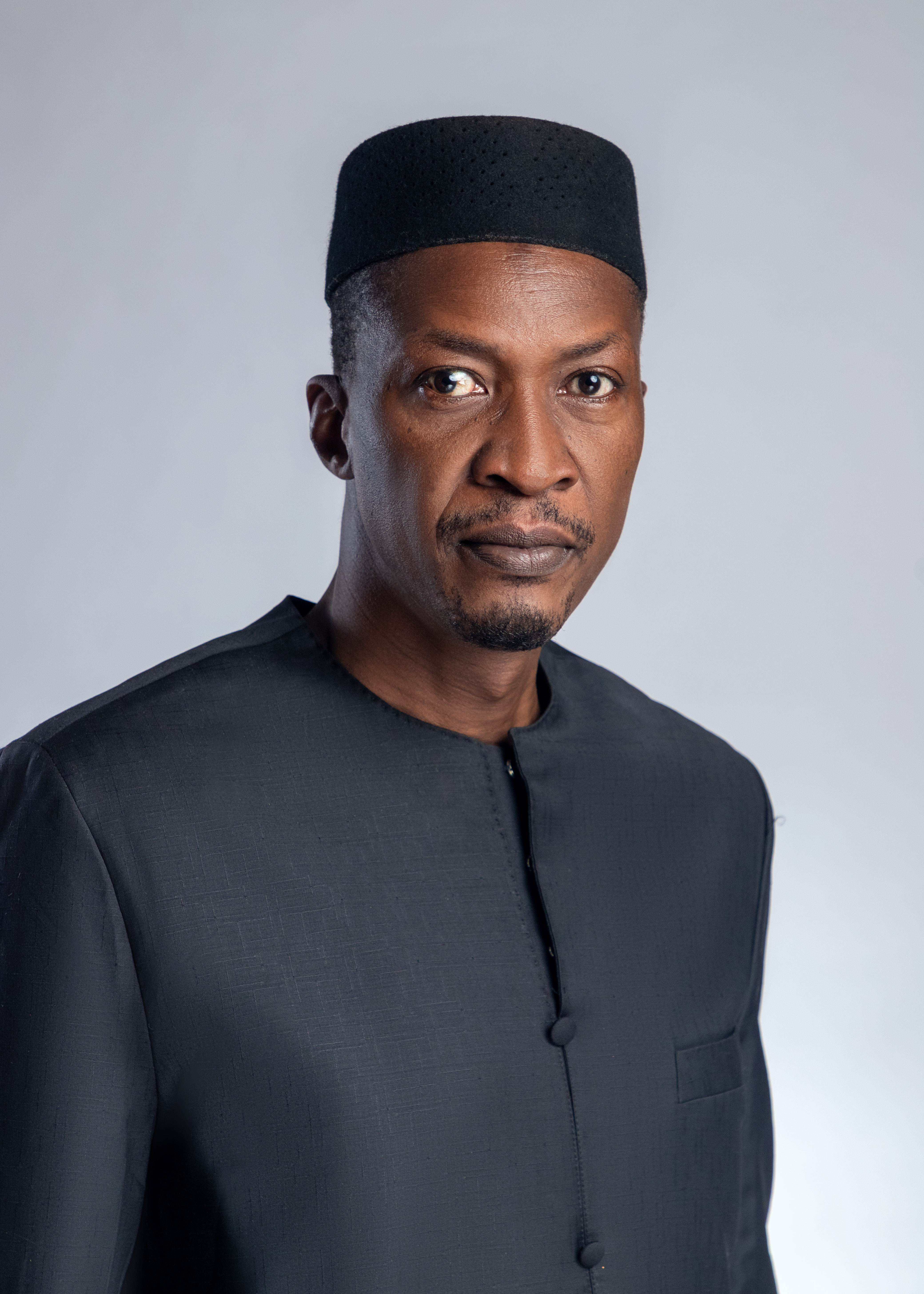
Housseini Guindo

Housseini Guindo, född 21 april 1970, är en malisk politiker.
2006 valdes Guindo till partiledare för det nybildade partiet CODEM, vars kandidat han var i presidentvalet i Mali 2013.
I november 2021 sa Housseini Amion Guindo att han var offer för ett kidnappningsförsök. "Poulo", som han har smeknamnet, är en av de främsta maliska motståndarna till övergångsmyndigheterna.